# Philenora lyelliana
Philenora lyelliana là một loài bướm đêm thuộc phân họ Arctiinae, họ Erebidae.